# Eparchia erywańska i armeńska
Eparchia erywańska i armeńska – eparchia Rosyjskiego Kościoła Prawosławnego, obejmująca terytorium Armenii.
Siedzibą eparchii jest Erywań.
Funkcję katedry pełni czasowo cerkiew Opieki Matki Bożej w Erywaniu. Planowana jest budowa soboru katedralnego w tym mieście, w miejscu dawnej cerkwi (również pod wezwaniem Opieki Matki Bożej), wzniesionej po przyłączeniu Armenii do Imperium Rosyjskiego i zniszczonej w czasach komunistycznych.

## Historia
Postanowieniem Świętego Synodu 27 grudnia 2016 r. został utworzony Patriarszy dekanat parafii Rosyjskiego Kościoła Prawosławnego w Republice Armenii. W listopadzie 2019 r. w skład administratury wchodziło 8 parafii, obsługiwanych przez 5 kapłanów.
15 października 2021 r. postanowieniem Świętego Synodu dekanat został zlikwidowany, a w jego miejsce utworzono eparchię erywańską i armeńską.
Pierwszym ordynariuszem administratury został arcybiskup erywański i armeński Leonid (Gorbaczow), który sprawował urząd do grudnia 2023.
Eparchia w momencie powstania liczyła 8 parafii, w tym 2 wojskowe.